# Qichun (Huanggang)
Qichun (chiń. upr. 蕲春县; chiń. trad. 蘄春縣; pinyin Qíchūn Xiàn) – powiat w południowo-wschodniej części prefektury miejskiej Huanggang w prowincji Hubei w Chińskiej Republice Ludowej. Według danych z 2010 roku, liczba mieszkańców powiatu wynosiła 727805.